# Ballan (plaats)
Ballan is een plaats in de Australische deelstaat Victoria en telt 1808 inwoners (2006).